# Пљунем ти на гроб 2
Пљунем ти на гроб 2 (енгл. I Spit on Your Grave 2) амерички је хорор филм силовања и освете из 2013. године, режисера Стивена Монроа, са Џемом Далендер, Јавором Бахаровим, Џоом Абсоломом, Александром Алексијевим и Мери Стокли у главним улогама. Представља концептуални наставак филма Пљунем ти на гроб (2010), који је римејк истоименог филма Мира Зарчија из 1978. године. Четврто је остварење у истоименом филмском серијалу и једино у коме се не појављује Џенифер Хилс, главна протагонисткиња целог серијала.
Снимање је почело у новембру 2012, у Софији. Филм је премијерно приказан 25. августа 2013, на Фрајтфесту у Лондону. Током веома ограниченог биоскопског приказивања зарадио је 668.119 америчких долара. Добио је углавном негативне рецензије. Критичари сајта Ротен томејтоуз оценили су га са 0%, док на IMDb-у има оцену 5,6/10.
Године 2015. објављен је нови наставак под насловом Пљунем ти на гроб 3: Освета је моја, у коме се Сара Батлер вратила у улогу Џенифер Хилс.

## Радња
Кејти Кларк живи у Њујорку и ради као рецепционерка иако јој је жеља да постане модел. Очајна у тој жељи, Кејти ступа у контакт са тројицом бугарских фотографа, браћом Георгијем, Иваном и Николајем, за које се испоставља да су силоватељи и убице...

## Улоге
| Глумац               | Улога          |
| -------------------- | -------------- |
| Џема Далендер        | Кејти Картер   |
| Јавор Бахаров        | Георгиј        |
| Џо Абсолом           | Иван           |
| Александар Алексијев | Николај        |
| Мери Стокли          | Ана            |
| Валентајн Пелка      | отац Димов     |
| Георги Златерев      | детектив Кирил |
| Питер Силверлиф      | Валко          |
| Мајкл Диксон         | Џејсон         |
| Кејси Барнфилд       | Шерон          |
| Димо Алексијев       | власник бара   |
| Иван Иванов          | пешак          |
| Красимир Ортакчијев  | полицајац      |